# Rodger Ward
Rodger Ward (n. 10 ianuarie 1921, Beloit⁠(d), Kansas, SUA – d. 5 iulie 2004, Anaheim, California, SUA) a fost un pilot de Formula 1. De-a lungul carierei a luat startul în 12 curse, niciuna din pole-position. A câștigat 1 cursă și a terminat de 2 ori pe podium, acumulând 14 puncte în întreaga activitate ca pilot de Formula 1.